# Agrotis punica
Agrotis punica är en fjärilsart som beskrevs av Rudolf Pinker 1980. Agrotis punica ingår i släktet Agrotis och familjen nattflyn. Inga underarter finns listade i Catalogue of Life.